# Osmansko cesarstvo
Ósmansko cesárstvo ali Otománsko cesárstvo (osmanskoturško دولتِ عَليه عُثمانيه, Devlet-i ʿAliyye-yi ʿOsmâniyye - Vzvišena osmanska država, sodobno turško: عپمانلى دولتى, Osmanlı Devleti - Osmanska država ali Osmanlı Imparatorluğu - Osmansko cesarstvo),  je bila večetnična država, ki je obstajala od 27. julija 1299 do 29. oktobra 1923 (624 let).
Cesarstvo je ustanovil Osman I. iz turškega plemena Oguzov v vzhodni Anatoliji, po katerem je vladajoča dinastija Osmanov dobila ime. Bilo je eno največjih cesarstev, ki je na višku svoje moči v 16. in 17. stoletju obsegalo ozemlje Jugovzhodne Evrope, Bližnjega vzhoda in severne Afrike. Imelo je 29 provinc in številne vazalne države. Nekatere države je cesarstvo absorbiralo, druge pa so imele različne oblike neodvisnosti.  Zaradi fevdne prisege zvestobe osmanskemu sultanu in kalifu ali okupacije je občasno vladalo tudi oddaljenim čezmorskim ozemljem. S prisego zvestobe na primer je leta 1656 je dobilo sultanat Ačeh na severu Sumatre, z začasno okupacijo leta 1585 pa otok Lanzarote v Atlantskem oceanu.
V diplomaciji zahodnoevropskih držav so cesarstvo pogosto imenovali Visoka porta, kar pomeni visoka vrata. Naziv je nastal iz starega orientalskega običaja, da je vladar sprejemal goste in tuje diplomate pred mestnimi vrati ali pred vrati svoje palače. Naziv je imel tudi simboličen pomen in je jasno kazal na mejo med Evropo in Azijo.
Na Zahodu so ga imenovali tudi Turško cesarstvo oziroma Turčija, čeprav so prebivalci cesarstva zase in za svojo državo dosledno uporabljali nazive osmanski/Osman/Osmansko cesarstvo. Naziv Turek je imel v cesarstvu celo negativen prizvok.
Leta 1453 so Osmani osvojili Konstantinopel, ga preimenovali v Istanbul in ga razglasili za svojo prestolnico. Ko so med vladanjem Sulejmana Veličastnega (vladal od 1520 do 1566) osvojili obširna ozemlja ob vzhodnem Sredozemlju, je cesarstvo za nekaj stoletij postalo središče interakcij med Vzhodom in Zahodom.
Osmansko cesarstvo je bilo de facto ukinjeno 1. novembra 1922, de iure pa z lausannsko mirovno pogodbo 24. julija 1923. Nasledila ga je Republika Turčija, ki je bila uradno razglašena 29. oktobra 1923.

## Zgodovina

### Vzpon (1299–1453)
Proti koncu 13. stoletja je Seldžuški sultanat Rum postal šibka umetna država in vazal mongolskega Ilkanata. V turškem delu Anatolije je nastala množica majhnih neodvisnih kneževin, tako imenovanih gazi emiratov ali bejlukov. Do leta 1300 je oslabelo Bizantinsko cesarstvo izgubilo večino svojih anatolskih provinc, iz katerih je nastalo deset turških emiratov. Emirat v okolici Eskişehirja v zahodni Anatoliji, v katerem je vladal Osman I., je razširil svojo oblast do meje Bizantinskega cesarstva. Za svojo prestolnico je izbral Burso in začrtal prvi politični razvoj države. Za svoj pogum je dobil nadimek Kara, ki v osmanski turščini pomeni velik ali močan. Osmana I., po katerem sta dinastija in cesarstvo dobila ime, so še dolgo po njegovi smrti občudovali kot močnega in dinamičnega vladarja.
V tem obdobju je bila ustanovljena vlada in zgrajena mreža državnih ustanov, ki se je kasneje drastično spreminjala. Vlada je uvedla sistem verske avtonomije, imenovan milet, ki je priznanim verskim in etničnim skupnostim dovoljeval, da same izvajajo svoje verske zakone in ohranjajo svojo tradicijo in jezik precej neodvisno od osrednje oblasti. Osmanski miletski sistem se šteje za zgoden primer predmodernega verskega pluralizma.
V stoletju po Osmanovi smrti se je država začela širiti na vzhodno Sredozemlje in Balkan. Leta 1387 so zavzeli Solun, ki je bil pod beneško oblastjo. Osmanska zmaga v bitki na Kosovskem polju leta 1389 je pomenila konec srbske moči v regiji in odprla pot za  širitev v Evropo. Bitka pri Nikopolju leta 1396, ki se obravnava kot zadnji veliki križarski pohod v srednjem veku, ni uspela zaustaviti napredovanja zmagovitih Osmanov. Po razširitvi osmanske oblasti na Balkan, je postal ključni strateški cilj osvojitev Konstantinopla. Cesarstvo je obvladovalo skoraj vsa bivša bizantinska ozemlja okoli mesta, Bizantince pa je za nekaj časa rešil Timur Lenk, ki je napadel vzhodno Anatolijo. V bitki pri Ankari leta 1402 je zmagal in ujel sultana Bajazida I. Cesarstvo je po letu 1402 izgubilo nekaj ozemelj na Balkanu (Solun, Makedonijo in Kosovo), ki jih je ponovno osvojil Murat II. v 1430. in 1450. letih.
Ujetništvo Bajazida I. je v državi povzročilo nered in državljansko vojno, v kateri so se Bajazidovi sinovi borili za nasledstvo in je trajala od leta 1402 do 1413. Zmagal je Mehmed I., ki se je leta 1413 v Odrinu razglasil za sultana, obnovil cesarstvo in preselil prestolnico iz Burse v Odrin. Njegov vnuk Mehmed II. Osvajalec je reorganiziral državo in vojsko in 29. maja 1453 pri 21 letih osvojil Konstantinopel.
Mehmed II. je Konstantinopel izbral za novo prestolnico, ga preimenoval v Istanbul in si nadel naslov Kayser-i Rûm (rimski cesar). Grki in zahodna Evropa mu naslova niso priznali, ruski carji pa so celo sebe razglasili za naslednike bizantinskega cesarskega naslova. Da bi utrdil svoj naslov, je Mehmed II. sklenil osvojiti tudi zahodno prestolnico Rim in osmanska vojska je zasedla del Apeninskega polotoka. Zasedba se je začela 28. julija 1480 z invazijo v Otranto v Apuliji. Mehmed II. je 3. maja 1481 umrl in osmanska vojska se je zatem umaknila.

### Rast (1453–1683)
Obdobje rasti Osmanskega cesarstva se lahko v grobem razdeli na dve različni obdobji: obdobje ozemeljske, gospodarske in kulturne rasti do leta 1566, kateremu je sledilo obdobje relativnega vojaškega in političnega zastoja.

#### Širjenje in višek (1453–1566)
Z osvojitvijo Konstantinopla leta 1453 je cesarstvo utrdilo svoj položaj prevladujoče sile v jugovzhodni Evropi in vzhodnem Sredozemlju. Mehmed II. se je po osvojitvi mesta  sestal s pravoslavnim patriarhom Genadijem Sholarijem in sklenil sporazum, s katerim je pravoslavna cerkev v zameno za priznanje osmanske oblasti lahko obdržala svojo avtonomijo in posesti. Zaradi slabih odnosov med Bizantinskim cesarstvom in državami zahodne Evrope, ki jih je jedrnato opisal Luka Notaras v svoji slavni pripombi »Bolje sultanov turban kot papeževa mitra«, je večina pravoslavnega prebivalstva sprejela osmansko oblast kot boljšo od beneške.
15. in 16. stoletje je bilo obdobje osvajanj in širjenja cesarstva globoko v Evropo in severno Afriko. Gonilna sila osvajanj na kopnem je bila disciplina in inovativnost osmanske vojske ob izdatni podpori mornarice. Mornarica je tudi utirala in varovala pomorske trgovske poti pred tekmeci: na Črnem in Egejskem morju in Sredozemlju pred italijanskimi mestnimi državami, na Rdečem morju in Indijskem oceanu pa pred Portugalci. Razcvet države je omogočal tudi nadzor nad najpomembnejšimi kopenskimi trgovskimi potmi med Evropo in Azijo.
Cesarstvo je imelo v tem obdobju vrsto učinkovitih sultanov. Selim I. (1512–1520) je v bitki pri Čaldiranu porazil safavidskega šaha Ismaila I. in zelo razširil vzhodne in jugovzhodne meje cesarstva, vzpostavil osmansko oblast v Egiptu in ustanovil mornarico na Rdečem morju. Po teh osvojitvah se je začela tekma s Portugalsko za prevlado na Rdečem morju in Indijskem oceanu.
Selimov naslednik Sulejman Veličastni (1520–1566) je leta 1521 zasedel Beograd ter južni in srednji del Ogrskega kraljestva. Zahodni, severozahodni in severni del kraljestva so ostali neodvisni. Po zmagi v bitki pri Mohaču leta 1526 je vzpostavil osmansko oblast na ozemlju današnje Madžarske (razen zahodnega dela) in drugih srednjeevropskih ozemljih. Leta 1529 je oblegal Dunaj, a se je moral zaradi prihajajoče zime umakniti. Leta 1532 je z vojsko, ki je štela 120.000 do 140.000 mož, ponovno napadel Dunaj. Napad se je končal z neuspešnim obleganjem Kőszega 97 km južno od Dunaja in avgustovskim deževjem, tako da se je moral umakniti.
Po ponovnih vdorih Osmanov v letu 1543 je cesar Svetega rimskega cesarstva Ferdinand I. Habsburški leta 1547 uradno priznal osmansko oblast na Ogrskem. Med Sulejmanovo vladavino so postale tributarne kneževine Osmanskega cesarstva tudi Transilvanija, Vlaška in v presledkih Moldavija. Na vzhodu so Osmani leta 1535 zasedli Bagdad, s čimer so dobili nadzor nad Mezopotamijo in pomorski dostop do Perzijskega zaliva. Proti koncu Sulejmanove vladavine je imelo cesarstvo petnajst milijonov prebivalcev.
Pod Selimom I. in Sulejmanom I. je cesarstvo postalo dominantna pomorska sila, ki je obvladovala večino Sredozemlja. Osmanska mornarica pod poveljstvom admirala Barbarosa Hajredin Paše je dosegla številne zmage nad mornaricami krščanskih držav, osvojila Tunizijo in Alžirijo, ki sta bili pod špansko oblastjo, in evakuirala muslimane in Jude iz Španije, kjer jih je po letu 1492 preganjala španska inkvizicija. Begunce so naselili predvsem v Solunu, Istanbulu in na Cipru.
Mornarica in vojska francoskega kralja Franca I. sta leta 1543 osvojili Nico, ki je bila v posesti Svetega rimskega cesarstva. Francija in Osmansko cesarstvo sta bili v tem obdobju močni zaveznici, ki sta s skupnimi močmi kljubovali prevladi Habsburžanov v južni in srednji Evropi. Državi sta sodelovali tudi na gospodarskem področju in Francija je dobila pravico do prostega in neobdavčenega trgovanja s cesarstvom. Cesarstvo je v tem obdobju postalo pomemben in priznan del evropske politične sfere in sklenilo vojaško zvezo s Francijo, Angleškim kraljestvom in Nizozemsko republiko proti habsburški Španiji, Italiji in habsburški Avstriji.
Naraščanje osmanske pomorske premoči v 16. stoletju je izzivalo rastoče pomorske države zahodne Evrope, predvsem Portugalsko v Perzijskem zalivu, na Indijskem oceanu in Molukih. Osmanska blokada morskih poti proti vzhodu in jugu je prisilila evropske države k iskanju novi poti do kitajske svile in začimb, ker so bile tudi stare kopenske poti pod osmanskim nadzorom. 
Na kopnem je bilo cesarstvo zelo obremenjeno s stalnimi vojnami z Avstrijo in Perzijo, ki sta bili zelo oddaljeni bojišči. Komuniciranje in vzdrževanje vojske po dolgih oskrbovalnih poteh je izčrpalo državne vire, tako da je vojskovanje na morju postalo nevzdržno in neuspešno. Vedno večji vojaški pritiski na zahodnih in vzhodnih mejah cesarstva so nazadnje onemogočili tudi obsežnejše učinkovito in dolgoročno vojskovanje na kopnem.

#### Upori in oživitev (1566–1683)
V dolgem obdobju slabega vladanja šibkih sultanov so se začele krhati tudi nekoč učinkovite vojaške in upravne strukture. Cesarstvo je kljub težavam ostalo glavna ekspanzionistična sila vse do bitke pri Dunaju leta 1683, ki je označila konec osmanske ekspanzije v Evropo.
Zahodnoevropske države so poskušale obiti kopenske trgovske poti, ki so jih nadzirali Osmani, in njihov trgovski monopol ter začele utirati nove pomorske trgovske poti proti Aziji. Ogromen dotok španskega srebra iz Novega sveta je povzročil veliko razvrednotenje osmanske valute in divjo inflacijo, kar je imelo negativne posledice za vse sloje osmanske družbe.
Širitev Moskovske velike kneževine med vladavino Ivana IV. (1533–1584)  proti Volgi in Kaspijskemu jezeru na račun tatarskih kanatov je prekinilo severne trgovske poti. Mehmed Paša Sokolović, veliki vezir sultana Selima II., je zato predlagal ambiciozen načrt za graditev kanala med Donom in Volgo, ki se je začel graditi junija 1569, kombiniran z napadom na Astrahan. Načrt je spodletel in dela na kanalu so pred zimo opustili. Cesarstvo se je vrnilo k stari strategiji izkoriščanja Krimskega kanata kot branika proti Rusiji in krimski kan Devlet I. Giraj je leta 1571 z osmansko pomočjo požgal Moskvo. Naslednje leto so pohod ponovili in bili v molodinski bitki poraženi. Krimski kanat je nadaljeval z napadi na Moskvo do konca 17. stoletja, z roparskimi vpadi v vzhodno Evropo pa vse do leta 1778, ko ga je premagala Carska Rusija.
V južni Evropi se je ustanovila koalicija katoliških držav pod vodstvom Filipa II. Španskega, ki je ogrozila osmansko pomorsko premoč na Sredozemlju. Koalicijska flota je leta 1571 premagala Osmane v bitki pri Lepantu in razblinila podobo o nepremagljivosti osmanske mornarice. Sodobni zgodovinarji pripisujejo bitki bolj simboličen kot vojaški pomen, saj je cesarstvo v samo šestih mesecih po bitki zgradilo novo floto s približno 250 ladjami, med katerimi je bilo tudi osem sodobnih težkih galej. Samo v ladjedelnicah v Istanbulu so na višku gradnje splovili po eno ladjo na dan. Veliki vezir je v pogovoru z beneškim ministrom poraz komentiral z izjavo: »Z zasedbo Cipra smo vam odsekali roko, z zmago nad našo mornarico pa ste nam samo obrili brado«. Obnovitev osmanske vojne mornarice je leta 1573 prisilila Beneško republiko k podpisu mirovne pogodbe in Osmansko cesarstvo se je lahko razširilo in utrdilo svoj položaj v severni Afriki.
V nasprotju z Afriko so se meje s Habsburžani ustalile. Na mejah je bilo relativno malo spopadov, predvsem zaradi posedovanja posameznih trdnjav. Zatišje je bilo posledica utrditve habsburške obrambe in geografske omejitve. Dunaj je bil namreč v tistem času skrajna meja, ki jo je lahko dosegla osmanska vojska na pohodu od zgodnje pomladi do pozne jeseni. Drug pomemben vzrok so bile težave, ki jih je cesarstvu povzročalo vojskovanje na dveh zelo oddaljenih frontah: s Habsburžani na zahodu in drugimi rivalskimi islamskimi državami, na primer s Safavidi iz Perzije, na vzhodu.
Na bojišču je začela osmanska vojska postopoma zaostajati za evropsko vojaško tehnologijo, ker je inovativnost njene vojske, ki je bila gonilna sila širjenja cesarstva, zadušil naraščajoč verski in intelektualni konzervativizem. Spremembe v evropski vojaški taktiki in oborožitvi so povzročile, da je nekoč strah vzbujajoča osmanska lahka konjenica - spahije  izgubila svojo vojaško vlogo. Dolga vojna proti habsburški Avstriji (1593–1606) je sprožila potrebo po večjem številu pešakov, oboroženih s strelnim orožjem, kar se je odrazilo v manj strogi naborniški politiki in znatnem povečanju števila janičarskih enot. Takšna politika je povzročila nedisciplino, zmanjšanje učinkovitosti in odkrite upore v vojaških enotah, s katerimi se je vlada sicer spoprijemala, vendar jih ni niti v kasnejših obdobjih dokončno rešila. Z razvojem pehotne taktike z enotami kopjanikov in strelcev (arkebuzirjev in mušketirjev) in kasnejše linearne taktike z vedno večjim številom strelcev so evropske vojske postale smrtonosne za masovno pehoto v gostih formacijah, kakršno je imela osmanska vojska. V njihovo vojsko so bili vpoklicani tudi iregularni ostrostrelci (sekban), ki so se po demobilizaciji pretvorili v razbojnike in v dželalskih uporih (1595–1610) povzročili v Anatoliji splošno anarhijo. Do leta 1600 je število prebivalcev doseglo trideset milijonov, zato je dodaten pritisk za vlado povzročalo tudi pomanjkanje obdelovalne zemlje.
17. stoletje kljub temu ni bilo samo obdobje stagnacije in upadanja, ampak tudi ključno obdobje, v katerem se je osmanska država in njene strukture začela prilagajati novim notranjim in zunanjim pritiskom in novi politični realnosti.
Obdobje poznega 16. stoletja in prve polovice 17. stoletja se imenuje tudi ženski sultanat, ker je v njem prevladoval politični vpliv harema. V tem obdobju so v imenu mladih sultanov vladale njihove matere - valide sultan. Njihovo vladanje ni bilo povsem brez prejšnjega zgleda. Hürrem Sultan, bolj znana kot Roksolana, priležnica in zatem prva žena Sulejmana I., se je na začetku 1530. let proglasila za naslednico prve valide sultan Nurbanu Sultan in je bila po pisanju beneškega diplomata Andrea Girittija »ženska skrajne dobrote, poguma in modrosti«. Neprimernost Ibrahima I. (1640–1648) in mladoletnost Mehmeda IV. sta leta 1646 povzročili resno vladno krizo, ki so jo premostile žene iz sultanovega harema. Najbolj prominentni sta bili Kösem Sultan in njena snaha Turhan Hatice, katerih politično rivalstvo je kulminiralo s Köseminim umorom leta 1651.
Obdobje ženskega sultanata je odprlo pot v zelo pomembnemu obdobju od leta 1656 do 1703, v katerem je državo vodila vrsta velikih vezirjev iz albanske družine Köprülü. Prvi je bil osemdesetletni Köprülü Mehmed Paša, ki je položaj velikega vezirja sprejel 15. septembra 1656, ko je od valide Turhan Hatice dobil absolutna pooblastila in zagotovila, da se ne bo vmešavala v njegovo politiko. Konzervativni Mehmed Paša je s trdo roko uspešno obnovil centralno oblast in vojaški zagon. Enako politiko je vodil tudi njegov sin in naslednik Köprülü Fazıl Ahmed, ki je bil veliki vezir od leta 1661 do 1676. Vezirjem iz družine Köprülü je uspelo obnoviti vojaške uspehe, ponovno vzpostaviti  oblast v Transilvaniji in leta 1669 dokončno osvojiti Kreto. Leta 1676 so osvojili poljsko južno Ukrajino in Podolje s trdnjavama Hotin in Kamjanec-Podoljski.
Obdobje obnovljene samozavesti se je končalo s težkim porazom, ko je veliki vezir maja 1683 z ogromno vojsko ponovno poskušal osvojiti Dunaj. Osmanska vojska je usodno zavlačevala s končnim napadom na mesto, medtem pa so se uspele združiti habsburške, cesarske in poljske sile pod poveljstvom poljskega kraja Jana Sobieskega in ga v bitki pri Dunaju 11. septembra 1683 prepričljivo premagale.
Evropske države so izkoristile osmanski poraz in leta 1684 ustanovile Sveto ligo, v kateri so  bili Sveto rimsko cesarstvo, poljsko-litovsko združeno kraljestvo in Beneška republika. Leta 1686 se je ligi priključila tudi carska Rusija. Liga je petnajst let uspešno vojskovala z Osmanskim cesarstvom in dosegla, da se je 26. januarja 1699 v Sremskih Karlovcih podpisala mirovna pogodba. Osmansko cesarstvo je izgubilo obsežna evropska ozemlja, med drugim tudi Osmansko Ogrsko. Cesarstvo je doseglo točko, v kateri ni bilo več sposobno učinkovito voditi nepopustljive ekspanzionistične politike proti evropskim rivalom in je bilo prisiljeno, da preide v obrambo.
V tem obdobju sta vladala samo dva sultana, ki sta obvladovala cesarsko politiko in vojsko: prodorni Murat IV., ki je kljub kratkotrajnem vladanju (1623-1640) leta 1635 ponovno osvojil Erevan in leta 1639 Bagdad in ponovno vzpostavil centralno oblast. Drugi je bil Mustafa II. (1695-1703), ki je leta 1695-1696 vodil osmanski protinapad proti Habsburžanom v Ogrski in v bitki pri Senti 11. septembra 1697 doživel katastrofalen poraz.

### Stagnacija in reforma (1683–1827)
V tem obdobju je večino cesarskega ozemlja na Balkanu zasedla habsburška država. Nekateri deli cesarstva, na primer Egipt in Alžirija, so postali domala neodvisni, kasneje pa so prišli pod vpliv Britanije in Francije. V 18. stoletju je centralizirana oblast odprla pot različnim stopnjam in oblikam provincialne avtonomije, ki so jo uživali lokalni guvernerji in upravitelji. Cesarstvo je v 18. In 19. stoletju vodilo več vojn z Ruskim cesarstvom.
Dolgo obdobje osmanske stagnacije zgodovinarji običajno imenujejo obdobje zgrešenih reform. V drugem delu tega obdobja je prišlo do šolske in tehnološke reforme in odpiranja visokih šol, na primer Tehnične univerze v Istanbulu. Osmanska znanost in tehnologija sta se zelo zgledovali po srednjem veku, v katerem je bilo šolstvo sinteza klasičnega učenja islamske filozofije in matematike in poznavanja kitajskih dosežkov v tehnologiji, na primer smodnika in magnetnega kompasa. Razmišljanje je bilo nazadovalno in nazadnjaško. Cehi pisarjev na primer  so ožigosali tiskarsko stiskalnico kot vražji izum in za 43 let odložili uporabo Gutenbergovega izuma iz leta 1450. Prvo tiskarno so v Istanbulu odprli šele leta 1493 sefardski Judi, ki so leta 1492 pred inkvizicijo zbežali iz Španije. Ko so leta 1734 ustanovili artilerijsko šolo, v kateri so poučevali francoski učitelji po zahodnih zgledih, je islamski kler ustanovitev uspešno preprečil na osnovi teodiceje. Artilerijsko šolo so zato napol tajno ponovno odprli šele leta 1754.
V tulipanskem obdobju (turško: Lâle Devri), ki je dobilo ime po ljubezni  sultana Ahmeda III. do tulipanov in njihovega simboliziranja njegove miroljubne politike, se je osmanska politika do Evrope spremenila. Po osmanski zmagi proti Rusom med pohodom na Prut v veliki severni vojni leta 1711 in podpisu mirovne pogodbe v Požarevcu  21. julija 1718 se je začelo obdobje miru, ki je trajalo do leta 1730. Cesarstvo je začelo utrjevati obmejna mesta na Balkanu, da bi se lahko uspešno upirala evropski ekspanziji. Začele so se tudi druge poskusne in neodločne reforme: znižanje davkov, poskusi izboljšanja podobe osmanske države in prvi poskusi zasebnih investicij in podjetništva. V poznem 18. stoletju je bilo Osmansko cesarstvo poraženo v več vojnah z Rusijo. Porazi so privedli do zaključka, da so reforme norega Petra, kot so imenovali carja Petra Velikega, dale Rusom zagon, zato bi moralo tudi samo uvesti zahodne tehnologije.
Osmanske vojaške reforme so se začele med vladanjem Selima III. (1789–1807), ki je prvi poskusil obširneje modernizirati vojsko na evropskih mejah cesarstva. Poskus je naletel na odpor reakcionarnih sil, delno verskih voditeljev, predvsem pa janičarskih enot, ki so postale anarhične in neučinkovite. Ljubosumje zaradi privilegijev in kljubovanje spremembam je sprožilo njihov upor, v katerem je Selim izgubil prestol in življenje. Njegova prizadevanja so kljub neuspehu odločilno vplivala na nepričakovan in krvav pokol in ukinitev janičarjev leta 1826, ki ga je izvedel Osmanov energični naslednik Mahmud II..
Prva srbska vstaja (1804–1815) je označila začetek obdobja oblikovanja narodov na Balkanu. Suverenost Srbije kot dedne monarhije z lastno dinastijo Karađorđevićev je bila potrjena leta 1830. Leta 1821 so vojno za neodvisnost napovedali Grki. Vstaji, ki se je začela v Moldaviji kot diverzija, je sledila glavna revolucija na Peloponezu. Peloponez je skupaj s pokrajinami na severni obali Korintskega zaliva postal leta 1829 prvo neodvisno ozemlje v Osmanskem cesarstvu. Suverene države Kneževina Srbija, Vlaška, Moldavija in Črna gora so dobile neodvisnost v 1860-ih in 1870-ih letih.

### Propadanje in modernizacija
V tem obdobju se je cesarstvo soočilo z grožnjami z invazijo in okupacijo, zato ni več izzivalo sporov in je začelo kovati  zavezništva z evropskimi državami, na primer s Francijo, Nizozemsko, Britanijo in Rusijo. V Krimski vojni proti Rusiji na primer se je združilo z Britanijo, Francijo in Sardinskim kraljestvom.

#### Krimska vojna
Krimska vojna je povzročila eksodus Krimskih Tatarov. Od 300.000 Tatarov, ki so živeli v provinci Tauride, se jih je v več valovih približno 200.000 preselilo v Osmansko cesarstvo. Proti koncu kavkaških vojn je domove na Kavkazu zapustilo tudi mnogo Čerkezov. Od 19. stoletja do danes se je v cesarstvo preselil tudi velik del muslimanskih prebivalcev z Balkana, Kavkaza, Krima in Krete, kjer je bilo na začetku 19. stoletja 45 % prebivalcev islamske veroizpovedi. Priseljenci, ki so jih domačini imenovali muhadžirji, so imeli velik vpliv na izoblikovanje države. Leta 1922, ko je cesarstvo prenehalo obstajati, so polovico mestnega prebivalstva Turčije sestavljali potomci muslimanskih beguncev iz Rusije. Prebegli Krimski Tatari so konec 19. stoletja igrali pomembno vlogo v poskusih modernizacije osmanskega šolstva.

#### Modernizacija
V tanzimatskem obdobju (iz arabskega tanzîmât – reorganizacija) (1839–1876) je vlada uvedla vrsto temeljnih reform, ki so ustvarile precej sodobno naborniško armado, posodobile bančni sistem in zamenjale cehe s sodobnimi tovarnami. Cesarski odlok o reformah (Islâhat Hatt-ı Hümâyûnu ali Islâhat Fermânı), ki je bil objavljen 18. februarja 1856, je vsem državljanom zagotovil enakost ne glede na njihovo narodnost in veroizpoved in še razširil obseg svoboščin, ki jih je leta 1839 določil hatišerif iz Gülhane (Hatt-ı Şerif). Krščanski mileti so dobili privilegije, kakršna je bila na primer armenska nacionalna ustava iz leta 1863. Divan je odobril tudi Kodeks predpisov s 150 členi, ki ga je zasnovala armenska inteligenca, in ustanovljena je bil armenska nacionalna skupščina. V obdobju tanzimata je krščansko prebivalstvo cesarstva zaradi večje izobraženosti prehitelo muslimansko večino, kar je med delom muslimanskega prebivalstva povzročilo nezadovoljstvo. Leta 1861 so imeli kristjani 571 osnovnih šol in 94 srednjih šol s 140.000 učenci in dijaki, kar je v tistem času močno presegalo število muslimanskih šolarjev. Muslimanski otroci so se še vedno večino časa  ukvarjali z učenjem arabščine in islamske teologije.  Kristjani so zato igrali pomembno vlogo v gospodarstvu.  Leta 1911 je bilo od skupno 654 podjetij v Istanbulu kar 528 podjetij v lasti etničnih Grkov.
Reformistično obdobje je doseglo višek z ustavo, imenovano Kanûn-ı Esâsî (Temeljni zakon) in razglašeno 23. novembra 1876. Ustava je uzakonila svobodo veroizpovedi in enakost vseh državljanov pred zakonom. Prva ustavna doba (Birinci Meşrûtiyet Devri) je bila kratkotrajna, ideja osmanizma pa se je ohranila. Skupina reformatorjev - mladoosmanov, ki so se šolali večinoma na zahodnih univerzah, je bila prepričana, da bi bila pravi odgovor na naraščajoče socialne nemire v državi ustavna monarhija. Leta 1876 so z državnim udarom prisilili sultana Abdulaziza (1861–1876) k odstopu v korist Murata V. Novega sultana, ki je bil duševni bolnik, so že čez nekaj mesecev odstavili. Na prestol so kot njegovega naslednika povabili Abdulhamida II. (1876–1909) pod pogojem, da bo razglasil ustavno monarhijo, kar je tudi storil  23. novembra 1876. Parlament je živel samo dve leti, potem pa ga je sultan razpustil. Ko so sultana prisilili, da ga ponovno skliče, je namesto tega razpustil tudi predstavniško telo in Kanûn-ı Esâsî se je izjalovila.

#### Etnični nacionalizem
V 19. stoletju se je v mnogih državah v Evropi pojavil nacionalizem, ki je zajel tudi dele Osmanskega cesarstva. Nastajajoča narodna zavest je skupaj z rastočim etničnim nacionalizmom ustvarila nacionalistično miselnost, ki je bila ena od najpomembnejših idej, ki so z zahoda prodrle v Osmansko cesarstvo. Število revolucionarnih političnih strank je začelo dramatično naraščati. Upori na osmanskem ozemlju v 19. stoletju so imeli dolgoročne posledice in so odločno vplivali na velik del osmanske politike na začetku 20. stoletja. Mnogo osmanskih Turkov se je začelo spraševati, ali je bila za to kriva državna politika, drugi pa so menili, da so bili vzroki za  etnične spore zunanji in niso bili povezani z vlado. V tem obdobju je bilo sicer tudi nekaj napredka, sposobnost države, da bi razrešila etnične spore, pa je bila zelo vprašljiva.
Prva balkanska dežela, ki je razglasila svojo neodvisnost od Osmanskega cesarstva leta 1821, je bila Grčija. Porta jo je uradno priznala leta 1829, ko se je končala grška vojna za neodvisnost.

### Balkan
Tanzimatske reforme niso ustavile vzhajajočega nacionalizma v Donavskih kneževinah in Kneževini Srbiji, ki je bila delno neodvisna že skoraj šest desetletij. Leta 1875 sta tributarni kneževini Srbija in Črna gora in združeni kneževini Vlaška in Moldavija enostransko razglasili svojo neodvisnost od Osmanskega cesarstva. Sledila je rusko-osmanska vojna (1877-1878) in cesarstvo je vsem trem vstajniškim narodom podelilo neodvisnost. Neodvisnost je dobila tudi Bolgarija (kot Kneževina Bolgarija). Njeni prostovoljci so se udeležili na strani uporniških narodov.

##### Berlinski kongres
Berlinski kongres (13. junij – 13. julij 1878) je bil srečanje državnikov vodilnih evropskih držav in Osmanskega cesarstva, na katerem naj bi po uničujoči ruski zmagi v rusko-turški vojni (1877–1878) stabilizirali in reorganizirali Balkan in priznali nove države. Kongresu je predsedoval nemški kancler Otto von Bismarck, ki je poskušal vzpostaviti takšne meje novih držav, ki bi do skrajnosti zmanjšale verjetnost novih vojn in pri tem upošteval zmanjšano moč Osmanskega cesarstva in različne interese velikih sil.
Rezultat kongresa je bilo veliko zmanjšanje osmanskih ozemelj v Evropi. Znotraj Osmanskega cesarstva je bila ustanovljena avtonomna Kneževina Bolgarija, kateri pa niso dodelili vsega njenega prejšnjega ozemlja. Izgubila je Vzhodno Rumelijo, ki je pod posebno upravo pripadla osmanski državi, in Makedonijo, za katero so Osmani obljubili temeljite reforme. Romunija je dobila popolno neodvisnost, vendar je morala Rusiji vrniti del Besarabije. Srbija in Črna gora sto končno dobili popolno neodvisnost, vendar na manjših ozemljih. Avstro-Ogrska je z mednarodnim mandatom okupirala osmansko provinco Bosno in Hercegovino in Sandžak. Avstrijci so izkoristili politične nemire v Osmanskem cesarstvu in leta 1908 anektirali Bosno in Hercegovino, hkati pa so se umaknili iz Sandžaka. Rusija, ki je bila na kongresu prisotna kot zmagovalec, je bila besna zaradi ponižujoče obravnave, ki jo je doživljala na kongresu. Avstrija, ki je dobila velik del osmanskega ozemlja, je razjezila Južne Slovane, kar je privedlo do več desetletij dolgih napetosti v Bosni in Hecegovini, Bismarck pa je postal tarča sovraštva ruskih nacionalistov in panslavistov, ker je na Balkanu preveč zagovarjal interese Avstrije.
Združeno kraljestvo je za svoje zagovarjanje osmanskih interesov na Balkanu leta 1878 dobilo upravo na Cipru. Leta 1882 je pod pretvezo, da pomaga osmanski vladi zatreti Urabijev upor v Egiptu, poslala tja svojo vojsko in s tem dobila popoln nadzor nad obema ozemljema. 5. novembra 1914 sta bila Ciper in Egipt, formalno pod osmansko oblastjo, priključena Veliki Britaniji z izgovorom, da je Osmansko cesarstvo vstopilo v prvo svetovno vojno na strani centralnih sil. Francija je na podoben način leta 1881 okupirala Tunizijo.
Sklepe kongresa so sprva pozdravljali kot velik dosežek za vzpostavitev miru in stabilizacijo meja, vendar večina udeležencev s sklepi ni bila povsem zadovoljna. Zamere so zato tlele in dokončno izbruhnile v prvi balkanski vojni leta 1912. Srbija, Bolgarija in Grčija so pridobile nekaj ozemlja, vendar manj, kot so ga želele. Osmansko cesarstvo, ki so ga v tistem času imenovali bolnik Evrope, je bilo ponižano in zelo oslabljeno, obremenjeno z notranjimi nemiri in zato zelo ranljivo.

#### Egipt
Leta 1882 so britanske sile pod pretvezo, da prinašajo mir, okupirale Egipt. Egipt in Sudan sta de iure ostala osmanski provinci vse do leta 1914, ko se je Osmansko cesarstvo v prvi svetovni vojni priključilo centralnim silam. Velika Britanija je kot protiukrep priključila obe omenjeni provinci in Ciper. Druge province v severni Afriki je Osmansko cesarstvo izgubilo v obdobju od leta 1830 do 1912. Najprej je izgubilo Alžirijo, ki jo je leta 1830 okupirala Francija, zatem Tunizijo, ki jo je Francija okupirala leta 1881 in nato še Libijo, ki jo je leta 1912 okupirala Italija.

#### Armenija
Armenija je  kljub temu, da je s tanzimatskimi reformami dobila ustavo in narodno skupščino, od osmanske vlade zahtevala izvršitev 61. člena berlinske mirovne pogodbe iz leta 1878. V odgovor na pritiske evropskih sil, ki so sledili armenskim zahtevam, je sultan Abdul Hamid II. poslal v vzhodno Anatolijo (Osmansko Armenijo) polke lahke konjenice - hamidije (Hamidiye Alayları), ki so bili sestavljeni v glavnem iz neregularnih konjeniških enot rekrutiranih Kurdov. V obdobju 1894–1896 je bilo v tako imenovanih hamidijskih pokolih po celem cesarstvu ubitih 100.000–300.000 Armencev. Da bi pritegnili pozornost Evrope, so armenski militanti leta 1896 zasedli sedež Državne banke v Istanbulu, vendar iz Evrope niso dobili nobene pomoči.

#### Gospodarstvo
Cesarstvo je imelo zaradi vračanja javnega dolga velike gospodarske težave, zato je ustanovilo Svet za upravljanje z državnim javnim dolgom (Düyun-u Umumiye-i Osmaniye Varidat-ı Muhassasa İdaresi). Glavni vzrok, da zahodne sile do konca  konca 19. stoletja niso napadle in zasedle Osmanskega cesarstva, je bilo vzdrževanje ravnotežja sil na tem področju. Tako Avstrija kot Rusija sta želeli povečati svoje vplivno območje na račun Osmanskega cesarstva, pri čemer jih je zadrževala predvsem Velika Britanija, ki se je bala ruske prevlade na vzhodnem Sredozemlju.

### Razpustitev (1908–1922)
Drugo ustavno obdobje (turško İkinci Meşrûtiyet Devri) se je začelo po mladoturški revoluciji 3. julija 1908 s sultanovo objavo, da bo ponovno uveljavil ustavo iz leta 1876 in sklical državni parlament. V tem obdobju sta prevladovali politiki Odbora za združitev in napredek (turško İttihâd ve Terakkî Cemiyeti) in gibanja, ki je postalo znano kot mladoturki (turško Jön Türkler). Avstro-Ogrska je izkoristila notranje spore in leta 1908 uradno pripojila Bosno in Hercegovino in umaknila svojo vojsko iz Sandžaka. Med italijansko-osmansko vojno (1911-1912), v kateri je cesarstvo izgubilo Libijo, je balkanska liga cesarstvu napovedala vojno. V prvi balkanski vojni  (1912–1913) je cesarstvo izgubilo ves Balkan razen vzhodne Trakije. Približno 400.000 muslimanov se je v strahu pred grškim, srbskim in bolgarskim maščevanjem skupaj z osmansko vojsko umaknilo z Balkana.
Pomembno vlogo za začetek prve svetovne vojne je igrala bagdadska železniška proga, ki je bila pod nemško upravo in je postala vir mednarodnih napetosti.

#### Prva svetovna vojna
Mladoturška vlada je avgusta 1914 podpisala tajno pogodbo, s katero je sklenila osmansko-nemško zvezo proti skupnemu sovražniku Rusiji. Cesarstvo je vstopilo v prvo svetovno vojno po incidentu z nemškima vojnima ladjama Göben in Breslau, ki sta se pred britanskimi zasledovalci zatekli v Istanbul. Obe ladji sta bili uradno premeščeni v osmansko mornarico, v resnici pa sta ostali pod nemškim poveljstvom in napadli rusko vojno luko Sevastopol.
Osmansko cesarstvo je v prvih letih vojne doseglo nekaj pomembnih zmag, na primer v bitki za Galipoli in obleganju Kuta, doživelo pa je tudi nekaj težkih porazov, na primer v kavkaškem pohodu proti Rusom. Združene države Amerike niso nikoli napovedale vojne Osmanskemu cesarstvu.
Ko je leta 1915 ruska kavkaška armada s podporo enot armenskih prostovoljcev z ruskega dela Kavkaza in nekaj osmanskih Armencev nadaljevala s prodiranjem v vzhodno Anatolijo, je osmanska vlada izdala Tehcirski zakon (turško: Tehcir Kanunu) in na njegovi osnovi začela z deportacijami etničnih Armencev, predvsem iz provinc v bližini rusko-osmanske fronte. Deportacije so postale znane kot armenski genocid. S prisilnimi pohodi in pokoli so osmanske oblasti pregnale Armence iz vzhodne Anatolije na jug v Sirijo in Mezopotamijo. Ocene, koliko ljudi je med deportacijami umrlo, so različne. Sodobni podatki turškega izvora trdijo, da jih je bilo 300.000, zgodnje zahodne raziskave pa trdijo, da jih je bilo 600.000. Sodobne zahodne in armenske raziskave kažejo, da je bilo žrtev od 1.000.000 do 1.500.000.
Arabska vstaja, ki se je začela leta 1916, je obrnila vojno srečo na bližnjevzhodni fronti, kjer je bilo Osmansko cesarstvo v prvih dveh letih vojne v premoči. Ko je bilo 30. oktobra 1918 v Mudrosu podpisano premirje, je bil pod osmansko oblastjo samo še majhen del Arabskega polotoka: Jemen, Asirija, mesto Medina, del severne Sirije in severni Irak. Ta ozemlja so 23. januarja 1919 zasedle britanske sile. Cesarstvo se je moralo umakniti tudi z delov bivšega Ruskega cesarstva na Kavkazu (današnje Gruzije, Armenije in Azerbajdžana), ki so jih zasedli proti koncu prve svetovne vojne, ko se je po ruski revoluciji leta 1917 z njih umaknila ruska vojska.
Po podpisu mirovne pogodbe v Sèvresu se je delitev Osmanskega cesarstva konsolidirala. Na njenih bivših ozemljih je nastalo 40 novih držav, če mednje prištevamo sporno Turško Republiko severni Ciper.

#### Turška vojna za neodvisnost (1919–1922)
Zasedba Istanbula in Izmira je povzročila ustanovitev turškega nacionalnega gibanja, ki je pod vodstvom  Mustafa Kemala Atatürka zmagalo v turški vojni za neodvisnost (1919–1922). 1. novembra 1922 je bil  sultanat razpuščen in 17. novembra 1922 je zadnji sultan Mehmed VI. zapustil državo. Nova neodvisna velika turška narodna skupščina je bila mednarodno priznana z lausannsko pogodbo 24. julija 1923. Skupščina je 29. oktobra 1923 uradno razglasila Republiko Turčijo. Kalifat je bil razpuščen nekaj mesecev kasneje 3. marca 1924. Sultan in njegova družina so bili razglašeni za nezaželene osebe in izgnani iz države.

#### Potomci osmanske dinastije med izgonom in po njem
Pripadnikom osmanske dinastije je Velika narodna skupščina leta 1974 podelila  pravico do pridobitve turškega državljanstva. Ko je leta 1994 umrl sin osmanskega  princa Mehmeda Abdula Kadirja Mehmed Orhan, je postal najstarejši še živeči član odstavljene dinastije Ertuğrul Osman,  vnuk sultana Abdulhamida II. Osman je mnogo let zavračal turški potni list, čeprav se je razglašal za turškega državljana. Osman je kljub takšni drži na vprašanje, ali bi želel, da se Osmansko cesarstvo obnovi, odgovoril da ne, ker »demokracija v Turčiji dobro deluje«. Leta 1992 se je prvič po izgonu vrnil v Turčijo in leta 2002 postal turški državljan. 23. septembra 2009 je umrl v starosti 97 let kot zadnji preživeli naslednik osmanskega prestola. V Turčiji ga imenujejo »zadnji Osman«.
Najstarejši preživeli član vladajoče dinastije je sedaj Osman Bajazid Osmanoğlu, drugi sin Ibrahima Tevfika, najmlajšega vnuka sultana Abdulmecida I. V rodoslovju, ki ga je preverila turška vlada, je najmlajši preživeli član dinastije turško-ameriški državljan Adnan E. Gülcür Osmanlı.

## Propad
Propad Osmanskega cesarstva je bil posledica propada njegove ekonomske strukture, ki je v malen cesarstvu povzročila težave pri povezovanju gospodarsko zelo raznolikih regij. Druga težava je bila ne dovolj razvita komunikacijska tehnologija, ki ni dosegla vseh delov cesarstva. Okoliščine, v katerih je propadlo Osmansko cesarstvo, so zelo podobne okoliščinam, v katerih je propadlo Rimsko cesarstvo. Podobne so predvsem napetosti med različnimi etničnimi skupinami in nesposobnost vlad, da bi jih odpravile. V Osmanskem cesarstvu se je uvedba večjih kulturnih pravic, civilnih svoboščin in parlamentarnega sistema med tanzimatom izvedla prepozno, da bi lahko obrnila tok nacionalističnih in separatističnih teženj, ki so naraščale vse od začetka 19. stoletja.

## Gospodarstvo
Osmanske vlade so premišljeno razvijale svoje prestolnice Burso, Edirne (Odrin) in Istanbul v velika trgovska in industrijska središča in pri tem upoštevale, da so za razvoj mest nujno potrebni tudi trgovci in umetniki. V ta namen sta Mehmed II. (vladal 1444–1446 in 1451–1481) in njegov naslednik Bajazid II. (vladal 1481–1512) vzpodbujala priseljevanje Judov iz raznih delov Evrope. V mnogih delih Evrope so Jude preganjali njihovi krščanski sodržavljani, zato so se vabilu radi odzvali. Naseljevali so se predvsem v Istanbulu in večjih pristaniških mestih, največ v Solunu.
Osmanska gospodarska miselnost je bila tesno povezana z osnovnimi načeli države in družbe na Bližnjem vzhodu, katere cilj  je bil utrditev in širitev vladarjeve moči in pridobivanje bogatih virov dohodkov. Končni cilj države je bil torej povečati njene dohodke brez uničevanja gospodarske osnove podložnikov, s čimer so se preprečevali socialni nemiri in ohranjala tradicionalna organizacija družbe. Državne finance in sodstvo so bili v Osmanskem cesarstvu vse do 17. stoletja organizirani bolje kot v drugih islamskih državah.
Gospodarska struktura cesarstva je bila pogojena z njegovim geopolitičnim položajem med Vzhodom in Zahodom, ki je blokiral kopenske poti iz Evrope proti vzhodu in s tem vzpodbudil španske in portugalske pomorščake k iskanju novih poti na Orient. Cesarstvo je nadziralo tudi trgovino z začimbami in svilno cesto, ki jo je nekoč uporabil Marko Polo. Ko je Vasco da Gama obšel poti, ki so bile pod osmanskim nadzorom in leta 1498 vzpostavil neposredno trgovsko pot z Indijo in ko je Krištof Kolumb leta 1492 prvič priplul na Bahame, je bilo Osmansko cesarstvo na višku moči in se je raztezalo preko treh kontinentov. Sodobne študije kažejo, da so njegovo upadanje povzročile prav nove pomorske trgovske poti, ki so obšle Osmansko cesarstvo.

## Država
Državna organizacija Osmanskega cesarstva je bila zelo enostavna in je imela samo dve glavni dimenziji: vojaško in civilno upravo. Najvišji položaj v sistemu je imel sultan. Civilna uprava je temeljila na lokalnih upravnih enotah, ki so imele regionalne značilnosti. Duhovščina je bila, tako kot v Bizantinskem cesarstvu, pod državnim nadzorom. Nekateri predislamski turški običaji, ki so preživeli prilagoditev upravni in zakonodajni praksi, prevzeti iz islamskega Irana, so ostali pomembni tudi v osmanski upravi. Država je bila skladno z osmanskim razumevanjem države odgovorna predvsem za obrambo in širjenje muslimanskega ozemlja in zagotavljanje varnosti in harmonije znotraj njenih meja v okviru ortodoksne islamske prakse in dinastične suverenosti.
Osmanska dinastija je bila po svojem številu in trajanju brez primere v islamskem svetu. Dinastija je bila po poreklu turška, vendar je z dinastičnimi porokami z nevestami drugih nacionalnosti kmalu izgubila turško identiteto. V vsej njeni zgodovini je bilo enajst odstavitev sultanov zaradi ogrožanja države in samo dva poskusa odstavitve vladajoče dinastije. Oba poskusa sta propadla.
Z večanjem ozemlja in rastjo moči Osmanskega cesarstva so osmanski sultani zahtevali zase tudi avtoriteto najvišjega islamskega verskega vodje – padišaha oziroma kalifa – služabnika svetih mest Meke in Medine. Prvi sultan, ki je dobil naslov kalifa sunitske veje islama, je bil Selim I. (vladal 1512–1520).
Eden od najpomembnejših centrov moči na osmanskem dvoru je bil cesarski harem. Haremu je vladala valide sultan, ki se je včasih vključevala tudi v državno politiko. Valide sultan so bile še posebno vplivne v obdobju ženskega sultanata.
Novi sultani so se vedno izbirali med sinovi prejšnjega sultana. Strog izobraževalni sistem dvorne šole je imel mehanizme, ki so izločili neprimerne naslednike in podprli sposobne kandidate. Dvorna šola, ki je usposabljala tudi bodoče državne uradnike, je bila dvotirna. Na prvem tiru je bila medresa, ki je bila namenjena muslimanom in je vzgajala učenjake in državne uradnike skladno z islamsko tradicijo. Financirala se je iz vakifov, dobrodelnih skladov oziroma imovine, ki jo je darovalec – vakif namenil za splošno korist. Takšen način financiranja je omogočal, da so do znanja in višjega socialnega položaja prišli tudi otroci iz revnih družin. Na drugem tiru je bil internat za kristjane – enderûn, v katerega so vsako leto vpisali 3.000 krščanskih fantov med osmim in dvajsetim letom iz vsake štiridesete družine iz Rumelije v procesu, ki se je imenoval krvni davek (turško devşirme).
Vrhovna avtoriteta v državi je bil sultan, vendar je bila njegova politična in izvršna oblast delegirana. Državni politiki so imeli številne svetovalce in ministre, ki so se zbirali v zboru, imenovanem divan, od 17. stoletja dalje pa porta. V času, ko je bila država še emirat (turško beylik), so zbor sestavljali plemenski starešine. Kaneje so se v zbor vključili vojaški častniki in lokalni veljaki, na primer kot verski in politični svetovalci. Še kasneje, po letu 1320, je del sultanovih odgovornosti  prevzel veliki vezir. Veliki vezir je imel določeno neodvisnost in skoraj neomejeno moč pri imenovanju, odpuščanju in nadziranju uradnikov. V poznem 16. stoletju so se sultani umaknili iz politike in veliki vezir je postal de facto vodja države.
V zgodovini cesarstva je mnogo primerov, da so lokalni guvernerji delovali povsem samostojno in celo v nasprotju s sultanom. Po Mladoturški revoluciji leta 1908 je osmanska država postala ustavna monarhija, v kateri sultan ni imel izvršne moči. Ustanovljen je bil parlament, v katerem so bili predstavniki iz vseh provinc, ki so volili vlado Osmanskega cesarstva.
Hitro rastoče cesarstvo je v upravljanje cesarstva vključevalo tudi izkušene podložnike, med njimi Albance, Grke, Armence, Srbe in Madžare. Vključevanje Grkov in drugih kristjanov, muslimanov in Judov je popolnoma spremenilo upravni sistem. Eklektična državna uprava je bila opazna tudi v diplomatski korespondenci cesarstva, ki je za dopisovanje z zahodom na začetku uporabljala grški jezik.

## Družba
Eden od uspehov  Osmanskega cesarstva je bila enotnost, ki jo je med zelo raznolikim prebivalstvom omogočila miletska organizacija. Mileti so bili glavne verske skupine, ki so z dovoljenjem in pod okriljem oblasti lahko ustanovile svoje lastne skupnosti. Mileti so lahko obdržali svoje verske zakone, običaje in jezik in so bili pod sultanovo zaščito. Eden od ključev dolgoživosti osmanske države je bila ravno pluralnost družbe.
Fanariotskim Grkom in Judom, ki so jih vabili, naj se naselijo na osmansko ozemlje, je obširne pravice podelil že sultan Mehmed II. Kasnejša relativno visoka strpnost do etničnih razlik, ki je zelo pozitivno vplivala na vključevanje novih regij, je po pojavu nacionalizma postala ena njenih šibkih točk.
Življenjski slog Osmanskega cesarstva je bil mešanica zahodnega in vzhodnega življenjskega sloga in je bil zaradi miletskega sistema izredno raznolik. Posebno raznolika je bila prestolnica Istanbul, ker je bil pred tem že prestolnica Rimskega in Bizantinskega cesarstva. Življenjski slog na dvoru je bil v mnogih pogledih zbirka starih običajev perzijskih šahov s precejšnjim  grškim in evropskim pridihom. Navade z osmanskega dvora so posnemali tudi v drugih večjih mestih, na primer v Sarajevu, Skopju, Solunu, Damasku, Bagdadu, Bejrutu, Jeruzalemu, Meki in Alžiru.
Suženjstvo je bilo del osmanske družbe. V 19. stoletju so suženjstvo pod pritiskom zahodnih držav prepovedali, vendar so ženske sužnje prodajali vse do leta 1908. Sultani so poskušali trgovino s sužnji zatreti s policijo, vendar je zaradi stoletne verske podpore in odobravanja nikoli niso odpravili z zakonom, kot se je to zgodilo v zahodni Evropi in v obeh Amerikah.
Pomemben pojav, ki je vse do druge polovice 19. stoletja pretresal osmansko družbo, so  bile epidemije kuge. Od leta 1701 do 1750 je bilo v Istanbulu 37 velikih in manjših epidemij, med letoma 1751 in 1800 pa še 31.

## Kultura
Osmansko cesarstvo, ki je pokrivalo ozemlje ob Sredozemskem in Črnem morju, je privzelo običaje, umetnost in kulturne institucije teh regij in jim dodalo nove dimenzije. V cesarstvu je živelo mnogo kultur, zato je neko značilno osmansko kulturo, razen tiste v prestolnici in regionalnih središčih, težko definirati. V cesarstvu je bilo tudi nekaj specifičnih mešanih kultur, ki so dosegle svoj višek med osmansko elito, ki je bila sestavljena iz številnih etničnih in verskih skupin. Takšno stanje je bilo odraz strpne mednacionalne in verske politike, ki jo je omogočala miletska zakonodaja. Ko se je država razširila na zahod, je osmanska elita privzela tudi nekaj kulture pokorjenih regij. Pri tem so veliko vlogo igrale poroke med pripadniki različnih kulturnih krogov.

### Arhitektura
Osmanska arhitektura je nastala pod vplivom perzijske, bizantinske grške in islamske arhitekture in je nadaljevanje predislamske sasanidske arhitekture. Dominantna oblika sasanidske arhitekture je bila na primer mošeja s kupolo nad prostorom kvadratne oblike, ki je postala jedro osmanske arhitekture. Zgodnje mošeje iz 7. stoletja, kakršni sta na primer mošeji v Kufi  in Basri, so imele obliko stebrišča z ravno streho, Sasanidi pa so jim v 11. stoletju dodali kupolo. Zgodnja ali prva osmanska arhitektura je v obdobju vzpona cesarstva iskala nove ideje in v obdobju rasti cesarstva dozorela v klasično osmansko arhitekturo. V obdobju stagnacije se je odmaknila od svojega klasičnega sloga.  
V tulipanskem obdobju je bila pod vplivom zelo okrašenih slogov baroka, rokokoja in empirja iz zahodne Evrope. Slogi so se med seboj prepletali. 
Zamisli osmanske arhitekture so se sukale predvsem okrog mošeje, ki je bila integralni del družbe, urbanizma, in mestnega življenja. Ob mošejah so bili pogosto zgrajeni tudi drugi objekti z značilno osmansko arhitekturo, na primer  javne kuhinje, verske šole, bolnišnice, javna kopališča in grobnice.  Primeri osmanske arhitekture iz klasičnega obdobja so poleg Istanbula in Odrina tudi v Egiptu, Eritreji, Tuniziji, Alžiriji, na Balkanu in Madžarskem, kjer so se razen mošej gradili tudi mostovi, vodometi in šole.
Umetnost krašenja se je razvila pod vplivom številnih etničnih skupin, ki so živele v Osmanskem cesarstvu, največji dvorni umetniki pa so svojo umetnost obogatili tudi z mešanjem tradicionalnih bizantinskih elementov z elementi iz kitajske umetnosti.

### Glasba
Osmanska klasična glasba je bila pomemben del izobraževanja osmanske elite. Številni sultani so bili nadarjeni glasbeniki in komponisti. Posebno znan je bil Selim III., katerega skladbe se izvajajo še danes. Nastala je s spajanjem bizantinske, arabske in perzijske glasbe. Kompozicijsko je bila sestavljena iz ritmičnih ciklov, imenovanih usul, ki so bili dolgi od dveh do 128 udarcev, in melodičnih enot, imenovanih makam.
Glasbeni instrumenti so bili mešanica anatolskih in srednjeazijskih instrumentov saz in bağlama (podobna dolgovrati lutnji) ter kemençe (podobna kratkovrati lutnji) in srednjevzhodnih instrumentov ud (podoben mandolini), tanbur (podoben lutnji), kanun (cimbale) in nej (piščal). Kasneje so uporabljali tudi evropska instrumenta violino in klavir. Zaradi velikih geografskih in kulturnih razlik med prestolnico in drugimi deli cesarstva sta se razvila dva zelo različna glasbena sloga - klasična in ljudska glasba. Ljudska glasba je bila zelo raznolika. Najbolj izstopajoče regije s prepoznavno značilnimi glasbenimi slogi so bile balkansko-tračanska, severovzhodna (vzhodna črnomorska Turčija in Gruzija), egejska, srednjeanatolska, vzhodnoanatolska in kavkaška. Posebne glasbene sloge so imele janičarska glasba (mehteran), romska glasba, orientalska plesna glasba in turška ljudska glasba.

### Kuhinja
Osmanska kuhinja pomeni kuhinjo glavnega mesta Istanbula in regionalnih glavnih mest, v katerih je prišlo do zlivanja kultur. Na kuhinjo so najbolj vplivale kuhinje Bližnjega vzhoda in Balkana, pa tudi južne Rusije in severne Afrike. Pomemben vpliv je imela trgovina z začimbami, ki je potekala preko osmanskega ozemlja. To raznoliko kuhinjo so dodatno obrusili cesarski kuharski mojstri iz različnih delov cesarstva, ki so eksperimentirali z različnimi sestavinami in začimbami. V kuhinji palače Topkapi je bilo v 17. stoletju stalno zaposlenih kar 1300 ljudi. Med najbolj ekstravagantne jedi iz cesarske kuhinje so spadali na primer pečeni golobi, ayva kalye (razpolovljene kuhane in nato popečene kutine, napolnjene z mesom, ki se je kuhalo skupaj s sadjem in začimbami) in kavun dolma (polnjena melona). Stvaritve cesarske kuhinje so prodrle tudi med prebivalstvo, na primer med bajramom in preko kuhinj v gosposkih obmorskih dvorcih – yalıh. Osmanska kuhinja še danes živi tudi na Balkanu, v Anatoliji in na Bližnjem vzhodu.

## Prebivalstvo
Točno število prebivalcev Osmanskega cesarstva je zaradi omejenosti in dvoumnosti primarnih virov predmet mnogih razprav. Od leta 1831 dalje so na razpolago podatki iz uradnih popisov prebivalstva, ki pa nikoli niso zajeli celotne populacije. Popis leta 1831 na primer je zajel samo moške, pa še to ne na celotnem ozemlju cesarstva.

### Jezik
Osmanska turščina je bila turški jezik, ki se je izoblikoval pod močnim vplivom  perzijskega in arabskega jezika. Kot uradni jezik obširne osmanske birokracije je bila zaradi primesi arabske in perzijske slovnice in besedišča skoraj nerazumljiva za vse Turke, ki niso obvladovali arabskega ali perzijskega jezika ali celo obeh.
V cesarstvu so uporabljali tri glavne pogovorne jezike: turškega, ki ga je govorila večina prebivalstva Anatolije in večina muslimanov na Balkanu, razen v Albaniji in Bosni, perzijskega, ki so ga govorili samo izobraženci, in arabskega, ki so ga govorili predvsem v Arabiji, severni Afriki, Iraku, Kuvajtu in Levantu.
Zaradi nizke stopnje pismenosti (na začetku 19. stoletja je bilo pismenih samo 2–3 % prebivalcev, proti koncu 19. stoletja pa komaj približno 15 %) je moralo nepismeno prebivalstvo za sporazumevanje z oblastmi najemati usposobljene pisarje – arzuhaldžije.
Etnične skupine, na primer Grki, Armenci, Judi itd., so v družinskem krogu in domačem okolju še naprej govorile svoj jezik. V vaseh in manjših mestih, kjer sta živela dve ali več narodov, so prebivalci pogosto govorili tudi jezike drugih narodov. V velikih mestih so prebivalci pogosto govorili svoj jezik, mnogo takih, ki po narodnosti niso bili Turki, pa je kot drugi jezik uporabljalo tudi turščino. Izobraženci so govorili tudi arabsko in perzijsko. V zadnjih dveh stoletjih sta v cesarstvo, predvsem v krščanske skupnosti v Levantu, prodrla tudi francoski in angleški jezik. Uporaba turščine je postopoma naraščala, raba drugih dveh jezikov pa je postajala vedno bolj omejena: perzijski jezik se je uporabljal samo še kot pogovorni jezik izobražencev, arabski pa pri verskih obredih.

### Verstvo
Turška plemena v Anatoliji so pred prevzemom islama, ki se je začel širiti po zmagi Abasidov v bitki pri Talasu leta 751, prakticirala različne oblike šamanizma. Po tej bitki je mnogo turških plemen, vključno z Oguzi, ki so bili predniki Seldžukov in Osmanov, postopoma prešlo v islam. Oguzi so na začetku 11. stoletja prinesli islam s seboj v Anatolijo.
Osmansko cesarstvo je bilo načeloma strpno do kristjanov in judov, ki so bili po Koranu »narodi in Knjige« (arabsko Ahl Al-Kitab), se pravi narodi in Stare zaveze, vendar so morali plačevati poseben davek – džizjo. Do politeistov po šerijatskem pravu niso bili strpni.
V miletskem sistemu so nemuslimanske prebivalce obravnavali kot podložnike cesarstva, ki niso bili podrejeni muslimanski veri in zakonodaji. Pravoslavni milet na primer je bil še naprej podrejen Justinijanovemu zakoniku, ki se je v Bizantinskem cesarstvu uporabljal 900 let. Pravoslavni prebivalci so kot največja nemuslimanska skupina (turško: zimmi) imeli številne privilegije na področju politike in trgovine, vendar so morali plačevati višje davke kot muslimanski podložniki.
Sultan Mehmed II. je po osvojitvi Konstantinopla leta 1453 lokalnim kristjanom dovolil ostati v mestu in obdržati njihove institucije, na primer grški pravoslavni patriarhat. Leta 1461 je Mehmed II. v Konstantinoplu ustanovil tudi armenski patriarhat. Bizantinci so armensko Cerkev pred tem obravnavali kot heretično in niso dovoljevali graditve armenskih cerkva znotraj konstantinopelskega obzidja. Leta 1492, ko so bili med špansko inkvizicijo iz Španije izgnani sefardski Judi in muslimani, je sultan Bajazid II. poslal ponje svoje ladjevje pod poveljstvom admirala Kemala Reisa in dal beguncem pravico do naselitve v Osmanskem cesarstvu.
Odnosi med državo in grško pravoslavno Cerkvijo so bili večinoma miroljubni. Občasni ukrepi proti njej so pomenili odklon od ustaljene prakse. Njene strukture so ostale nedotaknjene in samostojne, vendar so bile pod strogim nadzorom vse do grške vojne za neodvisnost (1821–1829) in kasneje v 19. stoletju v obdobju ustavne monarhije, ko so jo nacionalisti poskušali uravnotežiti z osmanizmom. Druge pravoslavne Cerkve so bile razpuščene in postavljene pod jurisdikcijo grške pravoslavne Cerkve. Bolgarska pravoslavna Cerkev na primer je bila podrejena vse do leta 1870, ko je sultan Abdulaziz ustanovil bolgarski eksarhat in ponovno vzpostavil njeno neodvisnost.
Podobni mileti so bili  ustanovljeni tudi za judovsko skupnost, ki jo je vodil osmanski vrhovni rabin (Haham Başı), armenska pravoslavna skupnost, ki jo je vodil vrhovni škof, in druge verske skupnosti.

## Pravni sistem
Osmanski pravni sistem je bil decentraliziran, raznolik in dinamičen, ker je samo tako lahko uspešno urejal velike verske, etnične in kulturne razlike svojega prebivalstva. Zgrajen je bil na pravni tradiciji predhodnih islamskih cesarstev, iz katere so Osmani razvili dinamičen pravni sistem kanun-u Osmani, ki je bil sestavljen iz treh delov: šeriata (Shari`a), ki je zajemal islamske verske zakone, kanuna, v katerega je bilo vključeno tudi običajno pravo (örf) in pravnih sistemov nemuslimanskih manjšin (millet). Načela šeriata, ki ga je prevzela osmanska država, so se naslanjala predvsem na hanafijsko šolo islamskega pravoznanstva, vendar so lokalni sodniki (kadı) skladno z lokalno tradicijo lahko sodili tudi po načelih drugih islamskih pravoznanskih šol. Nekatera načela drugih šol so upoštevali tudi sodniki, ki so sicer sodili po načelih hanafijske šole.
Šeriatska sodišča so bila uradne ustanove, ki so delovale s pooblastilom centralne vlade v Istanbulu. Centralna vlada je imenovala in plačevala sodnike in na splošno zagotavljala izvrševanje njihovih sodb. Takšen odnos med centralno oblastjo in sodniki je omogočal državnim uradnikom nadzor, da so bile sodbe skladne z načeli šeriata. To je po drugi strani pomenilo, da je država uradno sprejela njihove sodbe in zagotovila njihovo izvrševanje. V pristojnosti sodišč je bilo tudi potrjevanje sklepov arbitrov ali mediatorjev, s katerimi sta se strinjali obe sprti strani (odredba sulh), njihovo vnašanje v uradne dokumente sodišča in skrb za njihovo izvajanje. Sklepi šeriatskega sodišča so bili praviloma dokončni in obvezujoči, stranka, ki s sklepom ni bila zadovoljna, pa se je lahko pritožila na drugostopenjsko sodišče na sultanovem dvoru (divan), ki je bilo končno prizivno sodišče.
Kanun je bila zakonik, ki ga je predpisoval sultan z avtoriteto vrhovnega vladarja (wali-ıl-amr). Običajno je izhajal iz vsakdanje prakse in se je zato razlikoval od obdobja do obdoja in regije do regije. Sultanova zakonodaja je bila verjetno usklajena s šeriatom in je urejala samo tista področja, ki jih šeriat ni zajemal, na primer organizacijo državnih institucij, davke in takse ter nekatere kazni. Kanunska zakonodaja je imela verjetno omejeno trajnost in je prenehala veljati s sultanovo smrtjo ali njegovo odstavitvijo, če njegov naslednik ni podaljšaj njene veljavnosti. Prvi kanun je predpisal že ustanovitelj Osmanskega cesarstva Osman Gazi, s katerim je v Bursi uvedel tržno takso, imenovano badž. Omenjeno takso so uveljavljali tudi njegovi nasledniki. Obseg kanuna se je počasi večal, ker so sultani ohranjali zapuščino svojih prednikov in jo začeli sistematično urejati. Prva med njimi sta bila Mehmed II. in Sulejman I., ki je ravno zaradi tega dobil nadimek Kanuni (Zakonodajalec).
Tretji del osmanskega pravnega sistema so bile zakoni in sodne ustanove posameznih nemuslimanskih verskih skupnosti – miletov. Pripadniki miletov so se rojevali, poročali, ločevali in pokopavali skladno z verskimi zakoni in običaji njihovih skupnosti, ki so urejali tudi mnogo drugih pravnih zadev, vključno z ekonomskimi in socialnimi odnosi. Miletska sodišča so lahko tudi samo obtožila in obsodila prestopnike in izvršitev kazni prenesla na državno oblast. Šeriat in kanun osmanske države sta imela prednost pred zakonodajo in kazenskimi zakoniki nemuslimanskih skupnosti (zimmi). Sodišča so v sporih, v katerih so bili udeleženi izključno muslimani, vedno sodila po šeriatskem pravu. Pripadniki nemuslimanskih skupnosti so lahko izbirali. Če so na šeriatskem sodišču pričakovali bolj ugodo razsodbo, so se včasih odločili za sojenje na šeriatskem in ne na svojem sodišču. Krščanske in judovske žene so na primer lažje dosegle razvezo zakona na šeriatskem sodišču, potem pa so izvajanje sklepa sodišča prenesle na svoje lokalne oblasti, ki so ga morale izvršiti zaradi višje prioritete šeriatskega sodišča.
Pravna avtonomija nemuslimanskih skupnosti v Osmanskem cesarstvu je bila trdna in obširna v primerjavi z drugimi deli sveta v tistem obdobju, vendar je imela nekaj pomembnih omejitev. Voditelje miletskih verskih in posvetnih skupnosti je imenoval in odstavljal sultan, ki je na te položaje seveda postavljal lojalne ali vsaj nevtralne osebe. Nemuslimanski podložniki so imeli možnost sojenja tudi na islamskem sodišču, kar se v praksi sicer ni dogajalo prav pogosto, možnost pa je omejevala moč manjšinskih verskih in judovskih sodišč in omogočala sojenje v primerih, ko se je posameznik na svojem sodišču počutil ogoljufanega.
Sistematična uporaba kanuna skupaj s šeriatom je odraz dolge turške zakonodajne tradicije, ki je sledljiva vse do predislamske turške kulture. Nekateri zgodovinarji trdijo, da je prav ta tradicija osnova sodobnega turškega sekularizma. Sistematična raba kanuna je bila posledica dejstva, da šeriat ne pokriva nekaterih področij, ki so nujno potrebna za učinkovito delovanje države. Ta področja so ostala odprta za politične odločitve, ki so bile odvisne od potreb družbe in so jih sprejemali državni uradniki. Odločitve niso bile vezane na metodologijo šeriata (usul al-fiqh, aslî deliller). Če so določilo iz šeriata uporabili državni uradniki, je proces postal političen in posveten in ne več verski.
Ali sta šeriat in kanun dve ločeni in različni vrsti verske oziroma posvetne zakononodaje, je danes še vedno predmet razprav med zgodovinarji.  Tisti, ki trdijo, da je bil kanun posveten in ločen od verske zakonodaje, nanj gledajo kot na osmansko iznajdbo, ki je na začetku 20. stoletja omogočila prehod v sekularizem. Drugi trdijo, da je bil kanun vedno del islamske pravne tradicije in so ga od samega začetka odobravali in nadzirali šeriatski učenjaki. Poleg tega trdijo, da med šeriatom in kanunom ni nobenih protislovij. Kanun je sicer razglašal sultan, besedilo samo pa so sestavljali sultanovi osebni sekretarji (nişancı), ki so bili šolani pravni strokovnjaki (ilmiye sınıfı). Pri sestavljanju so se posvetovali s sultanom in verskimi učenjaki, posebno s šejhulismamom.

## Oborožene sile
Prve oborožene enote osmanske vojske je organiziral Osman I. iz pripadnikov plemen, ki so v poznem 13. stoletju živela v zahodni Anatoliji. Z razvojem cesarstva je vojaška organizacija postala zapleten sistem, sestavljen iz enot rekrutov in enot fevdalnih posestnikov.

### Kopenska vojska
Glavne enote kopenske vojske so sestavljali janičarji, spahije, akindži in vojaška godba mehteran. Osmanska armada je nekoč spadala med najbolj organizirane  vojaške sile na svetu in ena prvih, ki je bila oborožena z mušketami in topovi. Falkonete, lahke topove s kratko cevjo kalibra približno 50 mm, je uporabila že med obleganjem Konstantinopla leta 1422. Konjenica je bila lahko oklepljena in oborožena z loki in kratkimi sabljami in je uporabljala hitre turkmenske in arabske konje. Njena taktika je bila v mnogočem podobna mongolski, predvsem v hlinjenih pobegih z bojišča in močnih protinapadih. Sredi 17. stoletja je sposobnost armade začela upadati, predvsem po Veliki turški vojni z evropskimi državami in Sveto ligo (1667–1698). V 18. stoletju je armada dosegla nekaj uspehov v vojni z Benetkami, na severu pa se je morala stalno umikati, predvsem pred Rusi.
Modernizacija Osmanskega cesarstva v 19. stoletju se je začela z reorganizacijo armade. Leta 1826 je sultan Mahmud II. razpustil janičarske enote in ustanovil sodobno osmansko armado, imenovano Nizam-ı Cedid (Novi red). Armada je bila tudi prva institucija, ki je najemala tuje strokovnjake in pošiljala svoje častnike na usposabljanje v Zahodno Evropo. Gibanje mladoturkov se je začelo ravno potem, ko so se ti relativno mladi in šolani možje vrnili v domovino.

### Vojna mornarica
Osmanska vojna mornarica je bila zelo zaslužna za širitev cesarstva na evropski in afriški kontinent. Osvajanja so se začela v Afriki s priključitvijo Alžirije in Egipta leta 1517. Z izgubo Grčije (1821) in Alžirije (1830) je moč vojne mornarice začela pojemati. Sultan Abdulaziz (1861–1876) je poskušal obnoviti njeno moč in zgradil največje ladjevje za angleškim in francoskim. Ladjedelnica Barrow v Angliji je leta 1886 prav za osmansko mornarico zgradila svojo prvo podmornico.
Osmansko cesarstvo zaradi padanja gospodarske moči tako velikega ladjevja ni moglo dolgo vzdrževati. Sultan Abdulhamid II. je celo podvomil v zvestobo svojih admiralov, ki so se postavili na stran reformista Midhat Paše, in se pritoževal, da je bilo veliko in drago ladjevje v osmansko-ruski vojni (1877–1878) popolnoma neuporabno. Večino ladij je umaknil v zaliv Zlati rog, kjer so propadale naslednjih trideset let. Po mladoturški revoluciji leta 1908 je Odbor za združitev in napredek (İttihat ve Terakki Cemiyeti) poskušal ponovno zgraditi močno mornarico in začel leta 1910 z javnimi donacijami kupovati nove ladje.

### Vojno letalstvo
Osmansko vojno letalstvo je bilo ustanovljeno junija 1909 kot prvo vojno letalstvo na svetu. 3. julija 1912 so v Istanbulu ustanovili tudi letalsko akademijo (Hava Okulu), na kateri so začeli sami usposabljati svoje prve letalske častnike. Maja 1913 so na akademiji kot prvi na svetu začeli usposabljati tudi izvidniške pilote in ustanovili posebne izvidniške letalske enote. Leta 1914 so ustanovili še Pomorsko letalsko akademijo (Deniz Hava Okulu). Z izbruhom prve svetovne vojne se je proces modernizacije ustavil. Osmanske letalske enote so se med prvo svetovno vojno bojevale na več frontah, od Galicije na zahodu do Kavkaza in Jemna na vzhodu.